# Tableau des médailles des Jeux européens de 2015
Le tableau des médailles des Jeux européens de 2015 donne le classement, selon le nombre de médailles gagnées par leurs athlètes, des pays participant aux Jeux européens de 2015, qui se tiennent à Bakou (Azerbaïdjan) du 12 au 28 juin 2015. Cet article présente le tableau des médailles des jeux européens de 2015 au 18 juin 2015.
La nation qui a remporté le plus de médailles d'or est la Russie, avec trois fois plus de médailles d'or que la seconde nation, l'Azerbaïdjan (pays hôte) suivi par le Royaume-Uni.
Huit pays n'ont remporté aucune médaille : le Kosovo, l'Andorre, la Bosnie-Herzégovine, l'Islande, le Liechtenstein, le Luxembourg, Malte et Monaco.

## Tableau des médailles
- Pays organisateur

| Rang  | Nation             | Or  | Argent | Bronze | Total |
| ----- | ------------------ | --- | ------ | ------ | ----- |
| 1     | Russie             | 79  | 40     | 45     | 164   |
| 2     | Azerbaïdjan        | 21  | 15     | 20     | 56    |
| 3     | Grande-Bretagne    | 18  | 10     | 19     | 47    |
| 4     | Allemagne          | 16  | 17     | 33     | 66    |
| 5     | France             | 12  | 13     | 18     | 43    |
| 6     | Italie             | 10  | 26     | 11     | 47    |
| 7     | Biélorussie        | 10  | 11     | 22     | 43    |
| 8     | Ukraine            | 8   | 14     | 24     | 46    |
| 9     | Pays-Bas           | 8   | 12     | 9      | 29    |
| 10    | Espagne            | 8   | 11     | 11     | 30    |
| 11    | Hongrie            | 8   | 4      | 8      | 20    |
| 12    | Serbie             | 8   | 4      | 3      | 15    |
| 13    | Suisse             | 7   | 4      | 4      | 15    |
| 14    | Turquie            | 6   | 4      | 19     | 29    |
| 15    | Belgique           | 4   | 4      | 3      | 11    |
| 16    | Danemark           | 4   | 3      | 5      | 12    |
| 17    | Roumanie           | 3   | 5      | 4      | 12    |
| 18    | Portugal           | 3   | 4      | 3      | 10    |
| 19    | Pologne            | 2   | 8      | 10     | 20    |
| 20    | Autriche           | 2   | 7      | 4      | 13    |
| 21    | Géorgie            | 2   | 6      | 8      | 16    |
| 22    | Israël             | 2   | 4      | 6      | 12    |
| 23    | Slovaquie          | 2   | 2      | 3      | 7     |
| 24    | Lituanie           | 2   | 1      | 4      | 7     |
| 25    | Irlande            | 2   | 1      | 3      | 6     |
| 26    | Croatie            | 1   | 4      | 6      | 11    |
| 27    | Bulgarie           | 1   | 4      | 5      | 10    |
| 28    | Grèce              | 1   | 4      | 4      | 9     |
| 29    | Suède              | 1   | 3      | 3      | 7     |
| 30    | Slovénie           | 1   | 1      | 3      | 5     |
| 31    | Lettonie           | 1   | 0      | 1      | 2     |
| 32    | République tchèque | 0   | 2      | 5      | 7     |
| 33    | Estonie            | 0   | 1      | 2      | 3     |
| 33    | Moldavie           | 0   | 1      | 2      | 3     |
| 35    | Saint-Marin        | 0   | 1      | 1      | 2     |
| 36    | Arménie            | 0   | 1      | 0      | 1     |
| 36    | Chypre             | 0   | 1      | 0      | 1     |
| 38    | Macédoine du Nord  | 0   | 0      | 2      | 2     |
| 38    | Norvège            | 0   | 0      | 2      | 2     |
| 40    | Finlande           | 0   | 0      | 1      | 1     |
| 40    | Albanie            | 0   | 0      | 1      | 1     |
| 40    | Monténégro         | 0   | 0      | 1      | 1     |
| Total | Total              | 253 | 253    | 338    | 844   |